# Конгресс по албанской орфографии
Конгресс по албанской орфографии (алб. Kongresi i Drejtshkrimit të Gjuhës Shqipe) — лингвистическое мероприятие, состоявшееся в 1972 году в Тиране, Народная Республика Албания. Конгресс впервые установил единые орфографические правила албанского языка, которые используются до сих пор.

## Предыстория
Усилия по установлению единых орфографических правил для албанского языка начались в 1916 году с Литературной комиссии в Шкодере, которая была направлена главным образом на установление литературного стандарта и установила «наиболее фонетический» подход к будущему набору орфографических правил. После Второй мировой войны стали заметны различия и расхождения между письменностью в самой Албании и в прилегающих к ней регионах, населённых албанцами. С созданием Приштинского университета и распространением албанской литературы в Югославии унификация орфографических правил приобрела решающее значение. Серьёзные попытки стандартизации были предприняты в 1960-е годы, начиная с публикации Rregullat e drejtshkrimit të shqipes («Правила орфографии албанского языка») в рамках совместного проекта Тиранского университета и Института лингвистики и литературы под руководством Андрокли Косталлари. В 1968 году в Приштине была проведена Лингвистическая конференция Приштины (алб. Konsulta gjuhësore e Prishtinës), на которой литературный стандарт, используемый до сих пор в Албании и основанный на тоскском диалекте албанского языка, был принят албанцами Югославии вместо гегского диалекта. 

## Мероприятие
Конгресс проходил в Тиране с 20 по 25 ноября 1972 года. Его девизом было «Одна нация, один язык». Его организаторами выступили Институт лингвистики и литературы (Instituti i gjuhësisë) и Тиранский университет. В мероприятии приняли участие 87 делегатов из Албании, Югославии и Италии. Конгресс издал резолюцию, которая установила правила и принципы стандартной албанской орфографии, разработанной к тому времени. Выводы конгресса были впоследствии доработаны комиссией (Андрокли Косталлари, Экрем Чабей, Магир Доми, Эмиль Лафе), которая опубликовала и распространила тома «Орфография албанского языка» (алб. Drejtshkrimi i gjuhës shqipe) 1973 года и «Орфографический словарь албанского языка» (алб. Fjalor drejtshkrimor i gjuhës shqipe) 1976 года. 

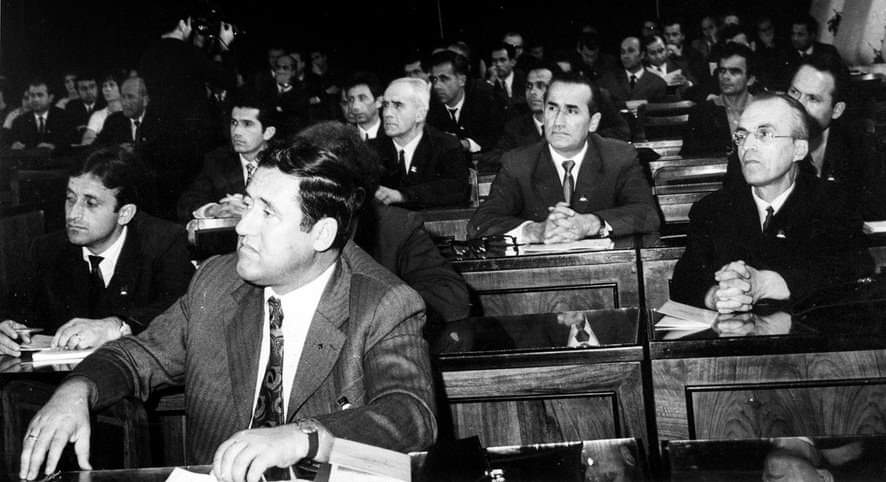
Фотография одного из заседаний Конгресса.

Стандарт, установленный конгрессом, действует и сегодня, с учётом весьма небольших изменений на других недавних конференциях, посвящённых албанскому языку.

## Известные участники
Следующий список известных участников подписал решение, принятое съездом по поводу новых орфографических стандартов:
- Тома Делиана, министр образования и культуры Албании[англ.].
- Андрокли Косталлари, директор Института лингвистики и литературы Албании.
- Магир Доми, лингвист и педагог, заведующий отделами грамматики и диалектологии Института языкознания и литературы.
- Экрем Чабей, лингвист и албанолог.
- Идриз Аджети[англ.], декан факультета философии Приштинского университета.
- Димитёр Шутерики, председатель Лиги писателей и художников Албании[англ.].
- Алекс Буда, историк.
- Реджеп Косья[англ.], директор Албанологического института Приштины[англ.].
- Шабан Демирадж, член организационной комиссии, директор кафедры лингвистики Тиранского университета.
- Эмиль Лафе, лингвист.
- Али Абдиходжа, писатель и директор издательства «Naim Frashëri[англ.]».
- Джузеппе Феррари, богослов и священник Итало-албанской католической церкви, преподаватель албанского языка в Университете Бари.
- Бедри Деджа, заместитель министра образования и культуры Албании.
- Дритеро Аголы, писатель.
- Димитер (Мичо) Самара, лингвист Института языкознания и литературы Албании.
- Фатмир Гьята, писатель.
- Иса Байчинка, преподаватель албанского языка философского факультета в Приштине.
- Исмаил Кадаре, писатель.
- Яков Дзодза, писатель.
- Джорго Було[англ.], историк албанской литературы Института лингвистики и литературы Албании.
- Кочо Бихику, заместитель директора Института лингвистики и литературы Албании.
- Ласгуш Порадеци, поэт.
- Лазар Силики, поэт.
- Осман Мидерризи, лингвист и опытный преподаватель.
- Петро Джанура[англ.], директор кафедры албанского языка Университета Скопье, бывший главный редактор газеты Flaka e vëllazërimit (Пламя Братства) и главный редактор газеты Jehona (Эхо) в Скопье.
- Стерьо Спасе[англ.], писатель.
- Шевкет Мусарадж, писатель.
- Джеват Ллоши, лингвист Института лингвистики и литературы Албании.
- Зихни Сако, директор Института фольклора Албании.
- Бесим Бокши, Директор Высшего педагогического института в Джяковице, Косово[10].

## Важность конгресса
Конгресс стал знаковым событием в истории албанского языка. Унификация орфографии имела решающее значение для идентичности албанского языка. Большим успехом считалось объединение югославской литературы и прессы под эгидой лингвистических авторитетов Тираны, что способствовало укреплению единой албанской идентичности.

## Критика
Арши Пипа был одним из самых резких критиков съезда того времени и его правил из-за отказа от гегского элемента в пользу тоского. Подобные дискуссии продолжаются и по сей день. Помимо ограниченности, вызванной молодым возрастом академических учреждений в албанском мире, глубокую озабоченность вызывали критерии отбора делегатов, отвечающие коммунистической политической программе, участие простых учителей начальной школы без какого-либо академического образования, низкий уровень количества учёных званий у делегатов в целом, а также неспецифическая концентрация на албанском языке тех, кто имел учёные звания. Конкретно из 85 делегатов 72 не имели учёной степени, из 15 ещё 5 имели учёные степени в других областях (не лингвистических). Из 5 лингвистов с учёными степенями один специализировался на русском языке (Косталлари). У остальных более 2/3 делегатов единственным иностранным языком был русский или сербско-хорватский. 
Многие другие исследователи и албанологи отреагировали в поддержку решений конгресса, направив петиции премьер-министру Эди Раме о том, что стандарт не следует пересматривать. Кристо Фрашери, крупнейший специалист Албании в области истории, отверг любую критику. По словам Фрашери, «язык не является монополией лингвистов, он принадлежит всем, кто говорит на этом языке, стандарт также вобрал в себя многие аспекты гегского диалекта, и что два орфографических стандарта приведут к образованию двух отдельных наций, так же, как у хорватов и сербов».